# Qonce
Qonce, antiguamente conocida como King William's Town, es una ciudad en la Provincia Oriental del Cabo en Sudáfrica, ubicada sobre la ribera del río Búfalo. El pueblo está a unos 30 minutos en carretera del puerto del Océano Índico de East London. El pueblo es parte de la Municipalidad Metropolitana de Buffalo City.
King, como se conoce localmente al pueblo, se encuentra a 389 m s. n. m. bajo las Montañas Amatola, y al medio de un densamente poblado distrito rural. King William's Town es la segunda ciudad más poblada de la Municipalidad de Buffalo City, con una población de casi 100.000 habitantes.
King William's Town cuenta con una de las oficinas postales más antiguas del país, desarrollada por misioneros liderados por Brownlee.

## Historia
Fundada por Sir Benjamin d'Urban en mayo de 1835 durante la Guerra Xhosa de ese año, el pueblo recibió su nombre en honor a Guillermo IV del Reino Unido (en inglés, William IV). Fue abandonado en diciembre de 1836, pero vuelto a ocupar en 1846 y fue la capital de la Cafrería británica desde su creación en 1847 hasta su incorporación a la Colonia del Cabo en 1865. Muchos de los colonos en los distritos aledaños son descendientes de los miembros de la Legión Alemana Británica que fue desbandada luego de la Guerra de Crimea y recibieron hogares en la Colonia del Cabo; es por esto que algunos asentamientos de esta parte del país tienen nombres como Berlín, Braunschweig, Fráncfort, Hamburgo, Potsdam and Stutterheim.
King William's Town fue declarada originalmente como la capital del aledaño Distrito de Adelaida en los años 1830. El 5 de mayo de 1877, el gobierno del Cabo del primer ministro John Molteno inauguró el primer ferrocarril, conectando al pueblo con East London en la costa y con tierras xhosa en el interior y más al este. Con esta línea férrea de comunicación directa el pueblo se volvió un importante centro de abastecimiento para el comercio con los pueblos xhosa a través de la Cafrería.
La economía del área dependía de la cría de vacas y ovejas, y el pueblo en sí tenía una base industrial grande que producía textiles, jabón, velas, dulces, cartones y prendas de vestir. En años recientes, su proximidad con la nueva ciudad capital de Bhisho ha traído mucho desarrollo al área desde el fin del apartheid en 1994.
El gobierno provincial anunció en años recientes que planean renombrar al pueblo con un nombre tradicional africano, ya que el nombre actual lleva connotaciones coloniales.
El pueblo también es el hogar de Huberta, uno de los hipopótamos más veloces de Sudáfrica. está preservada en el Museo Amathole en el CBD de King William's Town.

## Personas famosas de la ciudad
- Steve Biko, líder del Movimiento de Conciencia Negra y activista anti-apartheid nació en esta ciudad,
- Garry Pagel, exjugador de rugby de los Springboks nació aquí,
- Charles Patrick John Coghlan, el primer ministro de Rodesia nació aquí,
- Griffiths Mxenge, activista anti-apartheid
- Victoria Mxenge, activista anti-apartheid
- Raven Klaasen, tenista sudafricano
- Lukhanyo Am, jugador de rugby de los Springboks.